# Frankland River (Arthur River)
Der Frankland River ist ein Fluss im Nordwesten des australischen Bundesstaates Tasmanien.

## Geografie

### Flusslauf
Der rund 41 Kilometer lange Frankland River entsteht am Ostrand der Arthur Pieman Conservation Area, rund vier Kilometer östlich der Siedlung Balfour, durch den Zusammenfluss des Lindsay River mit dem Horton River. Er fließt parallel zur Küste am Ostrand des Schutzgebietes nach Nordwesten durch unbesiedeltes Gebiet. Ungefähr zwei Kilometer nördlich der Siedlung Wuthong Heights Plain mündet er in den Arthur River.

### Nebenflüsse mit Mündungshöhen
- Lindsay River – 142 m
- Horton River – 142 m
- Dark Creek – 74 m[1]